# North Yorkshire (circonscription du Parlement européen)
Ne pas confondre avec Yorkshire North (circonscription du Parlement européen)
Le North Yorkshire était une circonscription du Parlement européen couvrant une grande partie du comté du North Yorkshire en Angleterre.
Avant l’adoption uniforme de la représentation proportionnelle en 1999, le Royaume-Uni utilisait le système uninominal à un tour pour les élections européennes en Angleterre, en Écosse et au pays de Galles. Les conscriptions du Parlement européen utilisées dans ce système étaient plus petites que les circonscriptions régionales les plus récentes et ne comptaient chacune qu'un seul membre au Parlement européen.
La circonscription a été créée en 1994, incorporant la majeure partie de l'ancienne circonscription de York et une partie de Cleveland and Yorkshire North.
Il se composait des circonscriptions parlementaires du Parlement de Westminster de Harrogate, Ryedale, Scarborough, Selby, Skipton and Ripon et York.
Le siège est devenu une partie de la circonscription beaucoup plus grande du Yorkshire and Humber en 1999.

## Membre du Parlement européen
| Élection                    | Élection | Portrait | Membre                | Parti        |
| --------------------------- | -------- | -------- | --------------------- | ------------ |
|                             | 1994     |          | Edward McMillan-Scott | Conservateur |
| 1999 circonscription abolie |          |          |                       |              |

## Résultats des élections
Les candidats élus sont indiqués en gras.
| Parti         | Parti                                  | Candidat                               | Voix    | %    | ± |
| ------------- | -------------------------------------- | -------------------------------------- | ------- | ---- | - |
|               | Conservateur                           | Edward McMillan-Scott                  | 70,036  | 38,0 | ' |
|               | Travailliste                           | Bernard Regan                          | 62,964  | 34,2 |   |
|               | Libéral Démocrate                      | Michael Pitts                          | 43,171  | 23,5 |   |
|               | Green                                  | Dick Richardson                        | 7,036   | 3,8  |   |
|               | Natural Law                            | Stuart Withers                         | 891     | 0,5  |   |
| Majorité      | Majorité                               | Majorité                               | 7,072   | 3,8  |   |
| Participation | Participation                          | Participation                          | 184,098 | 38,7 |   |
|               | Conservateur vainqueur (nouveau siège) | Conservateur vainqueur (nouveau siège) | Swing   | N/A  |   |